# Dám si tě klonovat
Dám si tě klonovat je šestnáctým studiovým albem české rockové skupiny Olympic. Jako hosté se na albu objevili Vladimír "Boryš" Secký na saxofony a flétnu a Petr Ackermann na klávesy a sbor.

## Seznam skladeb
Hudbu složil Petr Janda. Texty napsali Petr Janda (1, 2, 4, 8, 10), Aleš Brichta (5, 7, 13), Miroslav Černý (12), Pavel Vrba (6, 11) a Zdeněk Rytíř (3, 9).
| Pořadí | Název                         | Délka |
| ------ | ----------------------------- | ----- |
| 1.     | Žiju jak žiju                 | 4:40  |
| 2.     | Máma vždycky říkala           | 3:34  |
| 3.     | Dám si tě klonovat            | 3:34  |
| 4.     | Svítá                         | 2:47  |
| 5.     | Noc to ví                     | 3:43  |
| 6.     | Valčík                        | 2:42  |
| 7.     | Nemám zájem                   | 3:04  |
| 8.     | Jó hospodský                  | 4:12  |
| 9.     | Chuť rána po pekelným večírku | 2:38  |
| 10.    | Už                            | 2:49  |
| 11.    | Proč a nač                    | 3:36  |
| 12.    | Podívej brácho                | 3:12  |
| 13.    | Fanynka Mária                 | 3:03  |

## Obsazení
- Petr Janda – kytara, zpěv
- Milan Broum – basová kytara, zpěv
- Jiří Valenta – klávesy, zpěv, zobcová flétna
- Milan Peroutka – bicí